# جوان‌تر
جوان‌تر (به انگلیسی: Younger) یک مجموعهٔ تلویزیونی کمدیدرام بر اساس رمانی به همین نام که توسط پاملا ردموند ساتران نوشته شده است توسط دارن استار تولید و ساخته شد. در این سریال ساتون فاستر نقش اصلی را ایفا می کند و هیلاری داف ، دبی میزار ، میریام شور ، نیکو تورتورلا ، مولی برنارد و پیتر هرمن در نقش های اصلی دیگر هستند.این سریال در 31 مارس 2015 در شبکه لند منتشر شد و به طور کلی نظرات مثبت منتقدان دریافت کرد.این سریال در آوریل 2015 برای 12 قسمت در فصل دوم تمدید گردید اما قبل از نمایش فصل دوم فصل سوم نیز تمدید شد که در 28 سپتامبر 2016 شروع به پخش کرد.در 14 ژوئن 2016 برای فصل چهارم تمدید شد و در 28 ژوئن 2017 شروع به پخش گردید.در 20 آوریل 2017 نیز این نمایش برای فصل پنجم تمدید شد.

## خلاصه داستان
یک مادر مجرد بعد از آنکه متوجه میشود دیگران به اشتباه او را جوان تر از سن واقعیش می‌بینند، تصمیم میگیرد که به عنوان یک زن ۲۶ ساله شروعی دوباره در حرفه‌ی شغلی و زندگی عاشقانه خودش داشته باشد...